# Cancer Breakthroughs 2020
Cancer Breakthroughs 2020, también conocida como Cancer Moonshot 2020 es una coalición cuyo objetivo es encontrar inmunoterapias contra el cáncer basadas en vacunas. Al aunar los recursos de multinacionales farmacéuticas, empresas biotecnológicas, centros académicos y oncólogos, pretende crear acceso a más de 60 agentes novedosos y aprobados en fase de exploración en la guerra contra el cáncer y se espera que permita probar rápidamente protocolos novedosos de combinación de inmunoterapias. La iniciativa está siendo gestionada por un consorcio de empresas denominado The National Immunotherapy Coalition ("Coalición Nacional de Inmunoterapia").
La dificultad de tratar el cáncer ha llevado a los investigadores a desarrollar, cada vez más, fármacos dirigidos y terapias inmunológicas, con el objetivo futuro de golpear "los cánceres con varios tratamientos de este tipo a la vez, de forma muy parecida a como se controló el sida cuando los investigadores desarrollaron fármacos para atacar al virus en sus puntos vulnerables." Esta nueva forma de terapia combinada es necesaria ya que el cáncer es heterogéneo y se necesitan múltiples métodos para atacar los distintos tipos de cáncer.
Algunos especialistas en cáncer han expresado su optimismo de que la ciencia ha entrado en una "nueva era con la capacidad de determinar rápidamente las secuencias de genes en las células tumorales, buscando mutaciones que puedan estar impulsando el crecimiento del cáncer." Otros, sin embargo, lo califican de "poco realista".

## Coalición Nacional de Inmunoterapia
Cancer Breakthroughs 2020 está dirigida por la Coalición Nacional de Inmunoterapia (NIC, por sus siglas en inglés), una iniciativa supuestamente liderada por el multimillonario de Los Ángeles, Patrick Soon-Shiong. Entre los miembros participantes se encuentran las empresas farmacéuticas Amgen y Celgene, empresas biotecnológicas como NantWorks, NantKwest, Etubics, Altor BioScience, y Precision Biologics, una filial de 'NantWorks', así como importantes centros oncológicos académicos, oncólogos comunitarios, la aseguradora sanitaria Independence Blue Cross, y Bank of America, una de las mayores compañías autoaseguradas de Estados Unidos.

## Ámbito de investigación
El alcance del proyecto es llevar a cabo docenas de ensayos clínicos a pequeña escala en los próximos años en el campo de la inmunoterapia, con hasta 20.000 pacientes.  Se pretende que a estos ensayos les sigan otros de mayor envergadura. Se considerará que se han cumplido los objetivos del proyecto cuando se consiga una remisión duradera en los pacientes con cáncer.[cita requerida]

### Objetivos
Cancer Breakthroughs 2020 tiene como objetivo de investigación la inmunoterapia junto a los siguientes temas:
- Validación de la Gran Ciencia: La ciencia compleja que implica al sistema inmunitario humano y la validación de la seguridad y eficacia de la terapia combinada deben ser probadas por empresas científicas de renombre, de forma imparcial, y sin más prejuicios que el interés del paciente.
- Acceso a agentes novedosos y medicamentos aprobados: Uno de los principales retos a los que se enfrenta el rápido progreso en este campo es que las numerosas empresas farmacéuticas y biotecnológicas tienen cada una sus propios agentes inmunoterapéuticos en forma de anticuerpos, células inmunitarias y vacunas en estudios preclínicos y clínicos.
- Regulación de la FDA: Nuevos enfoques que permitan la combinación adaptativa de agentes novedosos, regulando este nuevo paradigma en el que los multiagentes combinados sirven como enfoque biológico de sistemas para el tratamiento del cáncer.
- Coordinación asistencial y seguimiento en tiempo real de la seguridad y de los resultados. Con integración de datos moleculares complejos y datos fenotípicos obtenidos de registros electrónicos dispares.
- Capacidad de medir los resultados y los costes en tiempo real. Para que los pagadores paguen por el valor en lugar de por los procedimientos, y establezcan un sistema de aprendizaje adaptativo para mejorar los modelos predictivos.
- Infraestructura de red: Ancho de banda de alta seguridad para transmitir big data e interrogar información molecular compleja a gran escala.[6]

### El concepto QUILT
Cancer Breakthroughs 2020 incorpora un concepto denominado QUILT, siglas de QUantitative Integrative Lifelong Trial.  QUILT está diseñado para aprovechar los sistemas inmunitarios de los pacientes, como las terapias con células dendríticas, células T (linfocitos) y células asesinas naturales (células NK), y probar una variedad de tratamientos que incluyen combinaciones novedosas de vacunas, inmunoterapia celular, quimioterapia metronómica (administrada regularmente), radioterapia a dosis bajas e inmunomoduladores, así como inhibidores de puntos de control, en pacientes que han sido sometidos a análisis de genoma completo, transcriptoma y proteómica cuantitativa de nueva generación. [cita requerida]

## Iniciativas relacionadas

### Asociación para la Aceleración de las Terapias contra el Cáncer
La Asociación para Acelerar las Terapias contra el Cáncer (PACT, por sus siglas en inglés, Partnership for Accelerating Cancer Therapies) se anunció en octubre de 2017 como una colaboración entre los Institutos Nacionales de Salud y once empresas colaboración entre los Institutos Nacionales de la Salud y once empresas farmacéuticas. Este acuerdo aporta 215 millones de dólares de financiación durante los próximos cinco años. Esta iniciativa se centra principalmente en la inmunoterapia.
Entre las empresas farmacéuticas participantes, que han acordado aportar cada una un millón de dólares al año, se encuentran AbbVie, Amgen, Boehringer Ingelheim, Bristol-Myers Squibb, Celgene, Genentech, Gilead Sciences, GlaxoSmithKline, Janssen (Johnson & Johnson), Novartis y Pfizer..

## Críticas
Las comentarios críticos afirman que la idea de curar el cáncer según la analogía de Breakthroughs era "totalmente irreal", y han citado la "fracasada" guerra contra el cáncer del presidente Richard Nixon. El cáncer resultó no ser una enfermedad, sino cientos, y la idea de curar el cáncer de una vez por todas parece "engañosa y anticuada".
The New York Times informó de cómo Andrew von Eschenbach, director del Instituto Nacional del Cáncer (Estados Unidos), anunció en 2003 que su objetivo era "eliminar el sufrimiento y la muerte"': causados por el cáncer para 2015. Durante una audiencia, el senador Arlen Specter (republicano de Pensilvania) preguntó a von Eschenbach qué haría falta para adelantar la fecha a 2010. Von Eschenbach dijo que podría hacerlo con un presupuesto propuesto de 600 millones de dólares al año. Specter murió de cáncer en 2012.
El sitio web de noticias orientadas a la salud STAT News publicó un editorial en el que se criticaba a Cancer Breakthroughs' como un programa diseñado para apoyar a las empresas de Soon-Shiong mientras se avanzaba poco en la cura del cáncer. El artículo afirmaba: "En el fondo, la iniciativa parece ser una elaborada herramienta de https://www.nytimes.com/2016/01/14 Times informó de cómo Andrew von Eschenbach, director del Instituto Nacional del Cáncer, anunció en 2003 que su objetivo era "eliminar el sufrimiento y la muerte" causados por el cáncer para 2015. Durante una audiencia sobre apropiaciones, el senador Arlen Specter (republicano de Pensilvania) preguntó a von Eschenbach qué haría falta para adelantar la fecha a 2010. Von Eschenbach dijo que podría hacerlo con un presupuesto propuesto de 600 millones de dólares al año. Specter murió de cáncer en 2012.
El sitio web de noticias orientadas a la salud STAT News publicó un editorial en el que se criticaba a Cancer Breakthroughs como un programa diseñado para apoyar a las empresas de Soon-Shiong mientras se avanzaba poco en la cura del cáncer. El artículo afirmaba: "En el fondo, la iniciativa parece ser una elaborada herramienta de 
https://www.nytimes.com/2016/01/14 Times informó de cómo Andrew von Eschenbach, director del Instituto Nacional del Cáncer, anunció en 2003 que su objetivo era "eliminar el sufrimiento y la muerte" causados por el cáncer para 2015. Durante una audiencia sobre apropiaciones, el senador Arlen Specter (republicano de Pensilvania) preguntó a von Eschenbach qué haría falta para adelantar la fecha a 2010. Von Eschenbach dijo que podría hacerlo con un presupuesto propuesto de 600 millones de dólares al año. Specter murió de cáncer en 2012.
El sitio web de noticias orientadas a la salud STAT News publicó un editorial en el que se criticaba a Cancer Breakthroughs como un programa diseñado para apoyar a las empresas de Soon-Shiong mientras se avanzaba poco en la cura del cáncer. El artículo afirmaba: "En el fondo, la iniciativa parece ser una elaborada herramienta de marketing para Soon-Shiong, una forma de promocionar su nueva y costosa herramienta de diagnóstico del cáncer en un momento en el que necesita desesperadamente un éxito empresarial, ya que sus empresas cotizadas en bolsa están perdiendo decenas de millones cada trimestre"..
El presupuesto de Cancer Breakthroughs 2020 no se ha revelado.[cita requerida]